# Schismatoclada humbertiana
Schismatoclada humbertiana là một loài thực vật có hoa trong họ Thiến thảo. Loài này được Homolle miêu tả khoa học đầu tiên năm 1939.